# Saint-Bois
Saint-Bois ist eine französische Ortschaft mit 129 Einwohnern (Stand 1. Januar 2022) im Département Ain in der Region Auvergne-Rhône-Alpes. Sie gehörte zum Kanton Belley im Arrondissement Belley. Die bis zum 1. Januar 2016 bestehende Gemeinde und heutige Commune déléguée wurde durch ein Dekret vom 29. September 2015 mit Arbignieu zur Commune nouvelle Arboys en Bugey zusammengelegt.

## Geografie
Saint-Bois liegt am Flüsschen Gland, das zur Rhône entwässert.
Nachbargemeinden waren Conzieu im Nordwesten, Colomieu im Norden, Arbignieu im Nordosten, Prémeyzel im Südosten und Saint-Benoît im Südwesten.

## Bevölkerungsentwicklung
| Jahr      | 1962 | 1968 | 1975 | 1982 | 1990 | 1999 | 2008 | 2013 |
| --------- | ---- | ---- | ---- | ---- | ---- | ---- | ---- | ---- |
| Einwohner | 146  | 145  | 123  | 116  | 113  | 102  | 120  | 136  |